# Horní Dubenky
Horní Dubenky – miejscowość i gmina (obec) w Czechach, w kraju Wysoczyna, w powiecie Igława. W 2022 roku liczyła 572 mieszkańców.